# John-Henri Holmberg
John Henri Bertilson Holmberg, född 22 juni 1949 i Stockholm, är en svensk författare, översättare, redaktör och bokförläggare. Han har tillsammans med Sam J. Lundwall varit en av de mest framträdande när det gäller att introducera science fiction i Sverige.
Holmberg har en filosofie kandidatexamen med litteraturhistoria som huvudämne efter studier i Uppsala och Stockholm. Han var chefredaktör för Stockholms Universitets Studentkårs tidning Gaudeamus 1972–1973. Han var politiskt verksam och medverkade till att introducera nyliberalismen och Ayn Rand i Sverige, bland annat som utgivare av Rands fyra romaner och som grundande redaktör för tidskriften Nyliberalen. En tid var han även verksam inom Fria Moderata Studentförbundet, som informationsredaktör (bland annat medredaktör för tidningen Medborgaren) vid Moderata samlingspartiets riksorganisation och som förlagsredaktör vid Timbro. Han är numera bosatt i Skåne.

## Redaktörs- och författargärning
Holmberg upptäckte i 6–7-årsåldern science fiction och blev 1962 aktiv i svensk sf-fandom, först som utgivare av det egna fanziet Zlewwy men redan 1963 som redaktör för Science Fiction Forum och det egna nyhetsfanzinet Fanac som utkom under en lång följd av år. Senare även fanzinet Gafiac med flera. 
Han verkade som redaktör för Askild & Kärnekulls science fiction-utgivning 1973–1975, för utgivningen hos Skandinavisk förening för science fiction 1978–1979, och likaså för Lindfors och Kindbergs förlags utgivningar under 1980-talet. Holmberg startade tillsammans med Per Insulander och John Ågren företaget Laissez Faire Produktion AB som 1982–1987 utgav många böcker och science fiction-tidskriften Nova science fiction. Åren 1988–1993 var han utgivningschef för skönlitteratur vid Bokförlaget Bra Böcker (titelurval såväl i förlagets olika bokklubbar som för utgivningen under namnet Bokförlaget Wiken). Han återupptog 2004–2009 utgivningen av Nova i egen regi som kulturstödd tidskrift.
Holmberg har skrivit dels en kortare historik över science fiction, dels ett betydligt mer omfattande verk i två band om sf liksom en bok om fantasy, en om psykologiska thrillers inom litteraturen och en om film samt 2015 en kombinerad längre essä om, register till samt antologi av noveller och andra texter ur den svenska science fiction-tidskriften Häpna!
Han har varit verksam som kritiker i bland annat Sydsvenskan, som understrecksförfattare i Svenska Dagbladet och som översättare bland annat av Stephen King och av pseudonymen Lemony Snickets serie om de olycksdrabbade barnen Baudelaire, och vid ett antal andra förlag inklusive det egna förlaget Replik. Sedan 2008 är han ledamot av Svenska Deckarakademin. När Helsingfors i augusti 2015 vann budet på att arrangera 2017 års världs-science fiction-kongress meddelades att Holmberg är utsedd till en av kongressens fem hedersgäster. 2018 tilldelades han Samfundet de Nios översättarpris.

## Nämndemannaskap
Holmberg var även nämndeman i Stockholms tingsrätt år 1988 och blev då tilldelad Da Costa-fallet, den så kallade styckmordsrättegången. Han berättar om sin roll i dokumentärerna Styckmorden från 2005 och Det svenska styckmordet (2024).